# Индустар
Радянська промисловість випускала об'єктиви серії «Индустар», які являють собою чотирьохлінзовий анастигмат, лінзи розташовуються у трьох групах.

Оптична схема об'єктивів Индустар

Один з ранніх об'єктивів «Индустар-22» випускали на Красногорському заводі ім. С. А. Зверева починаючи з 1948 року, де він був сконструйований під керівництвом М. Д. Мальцева, хоча він являв собою копію об'єктива Leitz Elmar, який застосовувався на камерах Лейка II[джерело?].
Оптична схема усієї лінійки об'єктивів «Индустар» являє собою відому схему Тессар (Tessar)[джерело?], яка відрізняється від більш ранньої схеми  триплет ахроматичною склейкою двох лінз, що давало кращу оптичну якість об'єктива та менше аберацій.

## Перелік об'єктивів Индустар
Крім фотографічних, під маркою «Индустар» випускались об'єктиви для фотозбільшувачів, кінематографічні та спеціального призначення.
Перелік фотографічних об'єктивів «Индустар» 
| Назва         | Фокусна відстань | Світосила | Кут зору |
| ------------- | ---------------- | --------- | -------- |
| «Индустар-22» | 52               | 3,5       | 46°      |
| «Индустар-23» | 110              | 4,5       | 52°      |
| «Индустар-24» | 110              | 3,5       | 52°      |
| «Индустар-26» | 50               | 2,8       | 45°      |
| «Индустар-49» | 25               | 3,5       | 82°      |
| «Индустар-50» | 52               | 3,5       | 45°      |
| «Индустар-51» | 210              | 4,5       | 56°      |
| «Индустар-52» | 50               | 5,0       | 44°      |
| «Индустар-57» | 50               | 3,5       | 45°      |
| «Индустар-58» | 75               | 3,5       | 55°      |
| «Индустар-60» | 35               | 2,8       | 40°      |
| «Индустар-61» | 52               | 2,8       | 46°      |
| «Индустар-62» | 50               | 3,5       | 45°      |
| «Индустар-63» | 45               | 2,8       | 52°      |
| «Индустар-77» | 120              | 4,8       | 53°      |